# Rinaldo Kemnaad
Rinaldo Kemnaad is een Surinaams dammer.

## Biografie
Rinaldo Kemnaad damt sinds het begin van de jaren 1990 op topniveau en kwam in 1999 met een tweede plaats voor het eerst bij de eerste drie terecht van het Surinaams Kampioenschap. In de jaren erna stond hij nog meerdere malen op plaats 2 of 3 van het podium. Ook speelde hij tijdens andere toernooien zoals het Srefidensi Open en het Roethof Open, waar hij ook meermaals in de prijzen viel. Op het Srefidensi Toernooi van 2009 werd hij eerste.
Hij nam deel aan meerdere internationale toernooien. Op het Pan-Amerikaans Kampioenschap werd hij in 2009, 2011 en 2015 6e, 7e en 10e. Hij draagt de titel van Federatiemeester (MF).

## Palmares
Hij speelde tijdens de volgende internationale kampioenschappen of bereikte bij de andere wedstrijden de eerste drie plaatsen:
| Jaar | plaats | kampioenschap                                              |
| ---- | ------ | ---------------------------------------------------------- |
| 1999 | Zilver | Surinaams Kampioenschap                                    |
| 2001 | Brons  | Surinaams Kampioenschap                                    |
| 2005 | Zilver | Surinaams Kampioenschap                                    |
| 2007 | 5e     | Curaçao Open                                               |
| 2009 | Brons  | Surinaams Kampioenschap                                    |
| 2009 | 6e     | Pan-Amerikaans Kampioenschap, Sao Caetano do Sul, Brazilië |
| 2011 | Goud   | Srefidensi Open                                            |
| 2010 | Zilver | Surinaams Kampioenschap                                    |
| 2011 | Brons  | Srefidensi Open                                            |
| 2011 | Zilver | Surinaams Kampioenschap                                    |
| 2011 | 7e     | Pan-Amerikaans Kampioenschap, Willemstad, Curaçao          |
| 2012 | Zilver | Srefidensi Open                                            |
| 2012 | Zilver | Roethof Open (toernooi)                                    |
| 2012 | Goud   | Roethof Open (sneldammen)                                  |
| 2015 | 10e    | Pan-Amerikaans Kampioenschap, Sao Sebastiano, Brazilië     |